# シャルル・サクルゥ

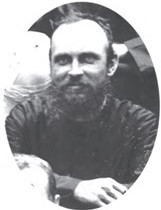
シャルル・サクルゥ (1897)

シャルル・サクルゥ（Charles Joseph Sacleux、1856年 - 1943年）はフランスの宣教師である。バガモヨ（現タンザニア）などの東アフリカで働いた。フランスにおけるスワヒリ語研究の創始者とされる。アフリカの植物研究でも知られる。
聖霊宣教会の宣教師として、19世紀末の20年間をバガモヨやザンジバルで働いた。スワヒリ語に関する著作を行った最初のカトリックの宣教師で、1891年に辞書、"Dictionnaire Français-Swahili"を編集し、これは1941年に出版された。1909年に文法書、"Grammaire des dialectes Swahilis" を発表した。聖歌をスワヒリ語に翻訳し、現在も東アフリカのカソリック教会で歌われている。
コモロ語の辞書、"Le dictionnaire Comorien-Francais et Francais-Comorien"も作成した。
東アフリカの植物研究も行い、東アフリカの植物、コケ類、海藻などを収集し、パリ自然史博物館やモンペリエ大学に送った。1998年にパリに戻った後、自ら植物の分類作業を行った。
オクナ科のGomphia sacleuxiiやツヅラフジ科のTriclisia sacleuxiiなどに献名されている。